# 기쿠치센본야리

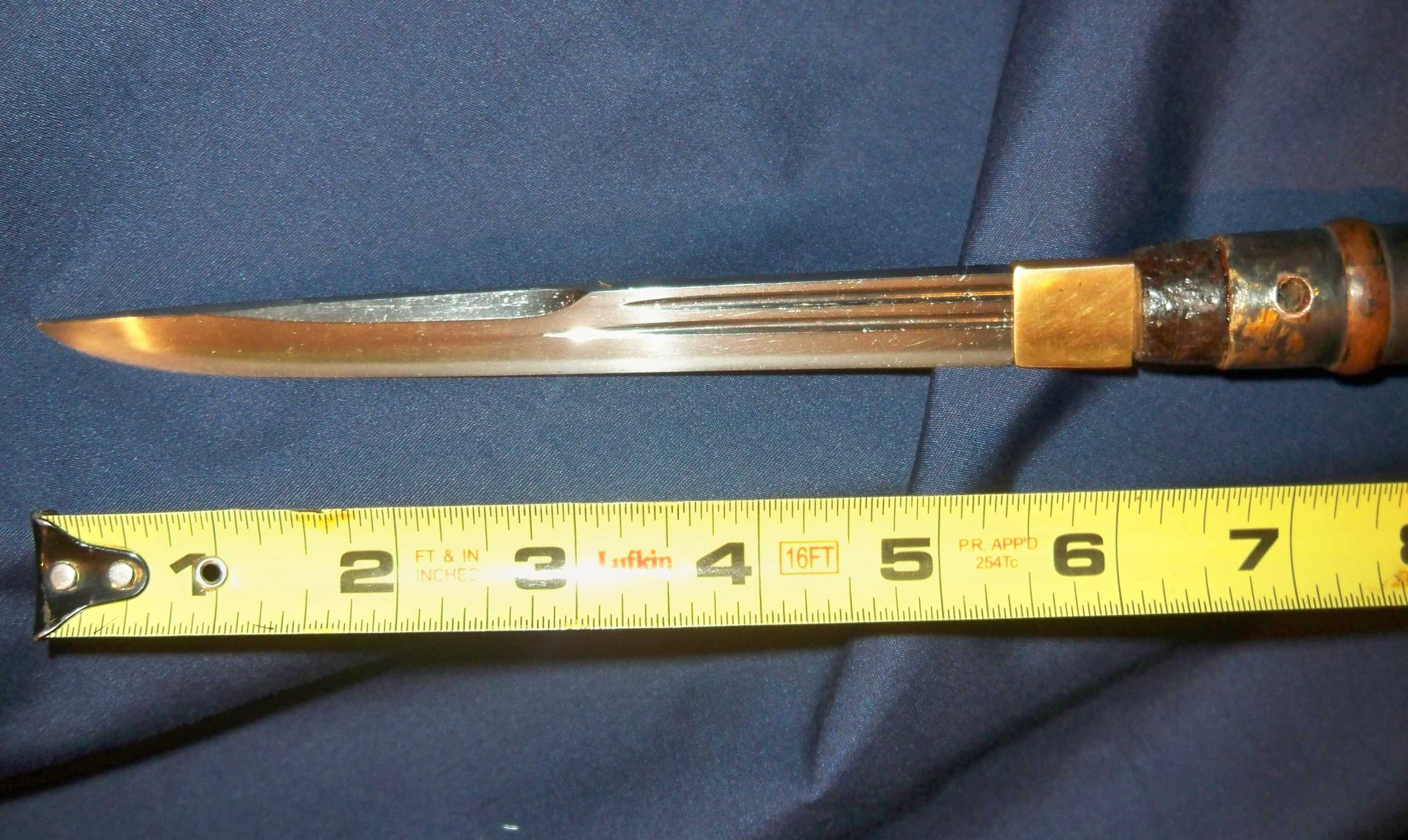
기쿠치센본야리로 전해지는 창 유물 기쿠치 신사 역사관 소장

기쿠치센본야리(일본어: 菊池千本槍, きくちせんぼんやり) 혹은 기쿠치야리(일본어: 菊池槍, きくちやり)은 일본 난보쿠초 시대부터 센고쿠 시대까지 규슈의 호족인 기쿠치씨가 운용한 것으로 전해지는 창이다. 또한 다치아라이와 함께 기쿠치씨의 용맹함과 무사 정신을 상징하는 용어로도 사용된다.